# Безудержная
«Безудержная» (англ. Abandoned) — американская детективная драма 2010 года, снятая режиссёром Майклом Фейфером. Главные роли в фильме исполнили: Бриттани Мёрфи, Дин Кейн и Мими Роджерс. Премьера фильма состоялась 24 августа 2010 года.

## Сюжет
У молодой девушки Мэри Уолш никак не складывалась личная жизнь, и вот она 4 месяца встречается с Кевином, с которым планирует построить серьёзные отношения. Вдруг молодой человек внезапно исчезает из больницы, где ему должны были провести операцию на ноге. Мэри начинает поиски Кевина, но, как только она подбирается к истине, все вокруг начинают её убеждать, что всё происходящее — лишь фантазия, плод её больного воображения.

## В ролях
- Бриттани Мёрфи — Мэри Уолш
- Дин Кейн — Кевин Питерсон
- Мими Роджерс — Виктория Маркхам
- Питер Богданович — доктор Бенсли
- Джей Пикетт[англ.] — детектив Франклин
- Тим Томерсон — Купер
- Америка Янг[англ.] — Аманда

Роль Мэри Уолш в этом фильме стала последней работой в кино для 32-летней Бриттани Мёрфи. Актриса скончалась за 8 месяцев до премьеры фильма, о чём сообщается в конце фильма надписью «In Memory of Brittany Murphy» (с англ. — «В память о Бриттани Мёрфи»). Это один из двух фильмов, выпущенных после её смерти (второй — «Не подавай виду» 2014 года).